# Skate Canada International de 1982
O Skate Canada International de 1982 foi a nona edição do Skate Canada International, um evento anual de patinação artística no gelo organizado pelo Skate Canada. A competição foi disputada na cidade de Kitchener, Ontário, Canadá.

## Eventos
- Individual masculino
- Individual feminino
- Dança no gelo

## Medalhistas
| Evento                        | Ouro                                         | Prata                                 | Bronze                                                |
| Individual masculino detalhes | Brian Boitano · Estados Unidos               | Brian Orser · Canadá                  | Heiko Fischer · Alemanha Ocidental                    |
| Individual feminino detalhes  | Vikki de Vries · Estados Unidos              | Kristiina Wegelius · Finlândia        | Rosalynn Sumners · Estados Unidos                     |
| Dança no gelo detalhes        | Elisa Spitz · Scott Gregory · Estados Unidos | Tracy Wilson · Robert McCall · Canadá | Natalia Annenko · Genrikh Sretenski · União Soviética |

## Resultados

### Individual masculino
| Pos.              | Nome          | Nacionalidade      |
| ----------------- | ------------- | ------------------ |
| Medalha de ouro   | Brian Boitano | Estados Unidos     |
| Medalha de prata  | Brian Orser   | Canadá             |
| Medalha de bronze | Heiko Fischer | Alemanha Ocidental |
| 4                 |               |                    |
| 5                 |               |                    |
| 6                 |               |                    |
| 7                 | Kevin Parker  | Canadá             |
| ...               |               |                    |

### Individual feminino
| Pos.              | Nome               | Nacionalidade  |
| ----------------- | ------------------ | -------------- |
| Medalha de ouro   | Vikki de Vries     | Estados Unidos |
| Medalha de prata  | Kristiina Wegelius | Finlândia      |
| Medalha de bronze | Rosalynn Sumners   | Estados Unidos |
| 4                 |                    |                |
| 5                 |                    |                |
| 6                 |                    |                |
| 7                 | Diane Ogibowski    | Canadá         |
| 8                 | Monica Lipson      | Canadá         |
| 9                 |                    |                |
| 10                |                    |                |
| 11                | Barbara Butler     | Canadá         |
| ...               |                    |                |

### Dança no gelo
| Pos.              | Nome                                | Nacionalidade   |
| ----------------- | ----------------------------------- | --------------- |
| Medalha de ouro   | Elisa Spitz / Scott Gregory         | Estados Unidos  |
| Medalha de prata  | Tracy Wilson / Robert McCall        | Canadá          |
| Medalha de bronze | Natalia Annenko / Genrikh Sretenski | União Soviética |
| 4                 |                                     |                 |
| 5                 |                                     |                 |
| 6                 |                                     |                 |
| 7                 |                                     |                 |
| 8                 |                                     |                 |
| 9                 | Karen Taylor / Robert Burk          | Canadá          |
| ...               |                                     |                 |

## Quadro de medalhas
| Ordem | País               | Medalha de ouro | Medalha de prata | Medalha de bronze |   | Ordem por total |
| ----- | ------------------ | --------------- | ---------------- | ----------------- | - | --------------- |
| 1     | Estados Unidos     | 3               |                  | 1                 | 4 | 1               |
| 2     | Canadá             |                 | 2                |                   | 2 | 2               |
| 3     | Finlândia          |                 | 1                |                   | 1 | 3               |
| 4     | Alemanha Ocidental |                 |                  | 1                 | 1 | 3               |
| 4     | União Soviética    |                 |                  | 1                 | 1 | 3               |
| TOTAL | TOTAL              | 3               | 3                | 3                 | 9 | —               |